# 김치수 (조선)
김치수(金致水, 1562년 8월 15일 ~ 1625년 7월 13일)은 조선 중기의 문인이다. 본관은 김해이며, 자는 일보(一甫), 호는 석연(石淵)이다.

## 생애
사과(司果) 김장(金鏘)의 아들이다. 1579년(조선 선조 12년), 17세에 사마시에 올랐다. 충효(忠孝)가 두루 갖추었으며 학행(學行)이 고명하여 사림(士林)에서 높이 받들어 친송이 자자했다. 임진왜란 때 창세하였다. 1625년 2월 15일, 향년 67세에 별세하였다. 이후 호조좌랑에 추증되었다. 한국국제대학교 인근에 있는 석연재(石淵齋)에 향사하고 있다.

## 가족관계
- 초배 : 청송 심씨(靑松 沈氏) - 직장 심담(沈湛)의 딸
- 후배 : 함평 노씨(咸平 魯氏) - 사직 노상(魯瑺)의 딸
  - 아들 : 김계경(金戒慶, 1589년 ~ 1641년)
  - 며느리 : 전주 이씨(全州 李氏)
    - 손자 : 김철(金澈)
      - 증손자 : 김사룡(金士龍)
      - 증손자 : 김사흥(金士興)